# Sant Esteve d'Arles
Sant Esteve d'Arles era l'antiga església parroquial de la vila d'Arles, de la comuna del mateix nom, a la comarca del Vallespir, de la Catalunya del Nord.
Està situada, convertida en habitatges particulars, a la casa coneguda com a Casa A. Asais, uns 20 metres al nord-est de Santa Maria d'Arles, a la mateixa plaça del monestir.

## Història
El primer esment d'aquesta església és la seva acta de consagració, de l'any 993. La mateixa acta és també la de consagració de Sant Martí de Cortsaví, en una consagració doble feta pel bisbe d'Elna Berenguer. Consta que les esglésies havien estat edificades una generació -uns 25 o 30 anys- abans, i en aquesta consagració els veïns de les dues parròquies cedien a l'església l'espai de la cellera, o sagrera: trenta passes tot a l'entorn per al cementiri parroquial. El bisbe les subjectava a l'Església d'Elna. En una butlla del 1011 el papa Sergi IV en confirmava la possessió al monestir de Santa Maria d'Arles. Consagrada de nou el 1159, en una visita pastoral del bisbe Artau d'Elna, consta que en aquell moment era la parròquia de la vila d'Elna, i Sant Salvador, la dels masos del terme. Ho fou fins a la Revolució Francesa, quan la parròquia es traslladà a l'església de l'abadia de Santa Maria d'Arles, i aquesta església i la de Sant Salvador foren venudes com a bé nacional. Abandonada, va esdevenir successivament Casa de la Vila d'Arles i habitatges particulars.

## L'edifici
L'edifici conservat, que no és visible des de l'exterior, correspon al temple consagrat el 1159. Era una església d'una única nau coberta amb volta de canó, capçada per un absis semicircular. L'absis és desaparegut, però la nau es conserva a l'interior d'una casa particular.